# Angelina Ballerina: Los siguientes pasos
Angelina Ballerina: Los siguientes pasos (Angelina Ballerina: The Next Steps en inglés) es una serie de televisión británica-estadounidense de animación que se estrenó en la cadena PBS Kids el 5 de septiembre de 2009. Basado en los libros infantiles Angelina Ballerina por la autora estadounidense Katharine Holabird y la ilustradora británica Helen Craig.
Cabe destacar que anteriormente ya se había realizado una serie animada llamada simplemente Angelina Ballerina la cual en España 19 de diciembre de 2009 en Playhouse Disney y DVD Latinoamérica fue emitida en el extinto segmento "Pequeño mundo" de Cartoon Network. A diferencia de esa serie, que fue realizada en animación tradicional, es una animación CGI (realizada por ordenador). En Latinoamérica, empezó a transmitirse en Discovery kids desde 2009 hasta 2011, aunque el canal emitió repeticiones de la serie hasta 2015. Actualmente se transmite en "Semillitas", un canal de TV del grupo "Somos".

## Resumen
La amada ratoncita Angelina todavía sueña con ser una bailarina. Su familia se ha mudado desde Chipping Cheddar, Reino Unido a Mouse City, EE. UU., donde Angelina ahora asiste a una escuela de arte llamada Academia de las Artes Escénicas Camembert, reunidos con una profesora estadounidense llamada Ms. Mimi. Ella tendrá que ir al siguiente paso de la danza, el aprendizaje de las distintas formas de bailes. Angelina hará nuevos amigos como Vicki, Gracie y Marco. Más tarde se suma AZ y Luego la mejor amiga de Angelina, Alice es aceptada en Camembert y las 2 mejores amigas pueden estar juntas y unidas como

## Personajes de la serie
- Angelina Jeannette Mouseling: Es una ratoncita de 8 años a quien le encanta bailar y vivir la vida. Tiene mucha imaginación, es ingeniosa y determinada y tiene un espíritu luchador y lleno de energía. Siempre está haciendo pliés, piruetas y jetés con exuberancia parece que está enamorada de marcos.  Ella tiene los ojos morados y la piel de un tono rosado, usa un tutú rosa, con una rosa roja en él, un moño rosa en su cabeza y zapatillas de ballet de color rosa. En los libros angelina era de color blanca . Su voz la actúa Charlotte Spencer y en el doblaje al español Annie Rojas. Su frase es: "Absoluta y definitivamente increíble".

- Alice Bridgette Nimbletoes: Es la mejor amiga de Angelina.  Es optimista, entusiasta y siempre lista para una nueva aventura.  Al descubrir su talento natural para la gimnasia, Alice cambió sus zapatillas de ballet para perseguir su sueño de convertirse en una gimnasta de fama mundial. en los libros alice era de color café. La voz de Naomi McDonald y en el doblaje al español Mariana Ortiz. Su frase es: "Esto es lo más divertido".

- Viki Andrea Whiskerson: La amorosa, divertida y extrovertida Viki es la nueva amiga de Angelina en la Academia de Artes Escénicas de Camembert. Le encantan los bailes étnicos y siempre es la primera que se ofrece para dar los primeros pasos de cualquier danza diferente. Es muy independiente y en lugar de seguir su corazón, se preocupa más por hacerse popular entre los chicos de la escuela. Viki suele animar a Angelina para que pruebe todo lo que la Academia Camembert ofrece. La voz de Jules de Jongh. Su frase es: "Es tan asombroso".

- Gracie Madeleine Le Chateau:  Gracie es meticulosa y un poco orgullosa. Al igual que Angelina, a Gracie le encanta ser la estrella del show, pero a menudo se utiliza esas ocasiones para presumir, lo que la lleva a tener cierta rivalidad con Angelina, pero a pesar de eso son buenas amigas. Ella lleva un vestido amarillo, una diadema azul con una flor amarilla y zapatillas de ballet azules. Ella es de Francia . La voz de Joanna Wyatt y en el doblaje latino es interpretada por Karla Falcón y Claudia Bramnfsette. Su frase es: "Lo puedo hacer perfecto".

- Marco Fernando Quesillo: Es un estudiante de la zona tropical del país exótico de Costa Mousa. Es un amante de la música, también es entusiastas de los deportes - en especial el fútbol . Marco se ha enseñado a tocar varios instrumentos, y sobre todo le encanta jugar con los tambores de conga - en tono alto. Marco puede sacar el lado salvaje de Angelina, casi interatuan todo el tiempo, a veces tienen que ser separados cuando se sientan juntos en la escuela, y parece que a él le gusta Angelina. Marco es una persona que toma riesgos, Marco es un poco propenso a los accidentes, proporcionando oportunidades para las situaciones de slapstick. También un gran baterista. Lleva una camisa azul, pantalón negro y un azul brazalete alrededor de su muñeca. Su voz la actúa Jules de Jongh. Su frase es: "Se me ocurrió un gran ritmo".

- Mimi Jane Squigglytail: Es la directora en la academia Camembert, es de todos modelo a seguir. Ella es moderna, joven, bonita, divertida, cálida y cariñosa. Ella adora a mouselings por como que la adoran, y le encanta que les inspiren con su propia imaginación. Lleva un top morado y el vestido, zapatillas de ballet de color verde y una cinta verde en la cabeza. La voz de Larissa Murray y en el doblaje es interpretada por Maggie Vera. SU frase es: "Bravo, eatudiantes, maravillosa música y baile".

- A.Z. Smithers: Es un chico obsesionado con el hip-hop y break dance. El recientemente se trasladó a mousecity de su ciudad natal, AZ / AJ tiene una actitud de ratón de ciudad. Él es quien marca tendencias en Camembert, siempre sabe sobre el último fenómeno cultural, como el último apretón de manos, baile en línea o el queso del día. Él es normalmente pareja de baile de Alice cuando se trata de bailes en pareja, como Vals. Lleva una camisa roja, azul jeans y los formadores. La voz de Lizzie Waterworth. Su frase es: "Como ves tu amigo A.Z. está aquí".

- Matilda Fielding Mouseling: Es la amorosa madre de Angelina y Polly. De apoyo, pero firme, que proporciona la voz de la razón el joven actriz Angelina de las necesidades. Lleva una falda de color rosa la parte superior y azul. La voz de Emma Tate.

- Maurice Mouseling: Es el cariñoso padre y apoyo de Angelina. Él trabaja como reportero para el "Herald Mouseland", y mantiene el dedo en el pulso de los acontecimientos en Chipping Cheddar. Lleva gafas , camisa marrón y pantalón azul. En Challenge 'el episodio "Angelina y el mimo Marcel Mouseau, nos enteramos que el Sr. Mouseling era un baterista en una banda de rock. La voz de Simon Mattacks.

- Polly Anne Mouseling: Es la hermana menor de Angelina. Polly es un estudiante ansiosa cada vez que Angelina se toma el tiempo para mostrar su algunos de los fundamentos. Y si hay pasos que no se puede copiar, Polly es feliz para compensar la suya, para disgusto de Angelina. Lleva una superior de color azul, medias amarillas que curiosamente se parece a Dora la exploradora de calcetines (como se puede ver en el violín "el episodio" Angelina y el roto, cuando inicia sus zapatos mientras que el Sr. Mouseling toca el violín y después de Angelina notas: "Quítese los zapatos, y vamos a cierva dosey ! ') y zapatos rojos. La voz de Leah Zabari. Su frase es: "Bailemos, Angelina Ballerina"

- La Sra. Thimble: es la dueña de la tienda que está al otro lado de la tienda de música Mouseland music. La voz de Beverly Klein.

- Miss Lilly:es la exmaestra de ballet de Angelina. Ella fue vista, sólo se menciona en algunos de los episodios y se ve una foto de ella en la academia Camembert. En 'Angelina y su nuevo hogar' el episodio que se menciona que es una vieja amiga de Miss Mimí.

- James: es uno de los estudiantes de Camembert de la Academia. Su nombre se menciona en "Angelina y el Hip Hop Kid 'el episodio.

- Bobby: es uno de los estudiantes de Camembert de la Academia. Su nombre se menciona en 'Angelina y la Sra. Mimi "el episodio.

- Jason: es el prójimo A.Z.. Él sólo se menciona en el episodio "Angelina y Alice en su gran noche".

- El entrenador de patinaje sobre hielo: Es el entrenador de Alice en el episodio "Angelina y ALice en su gran noche". Lleva una camisa amarilla y pantalón gris.

- Señor Hopper: No visto, pero menciona en el episodio "Angelina y Alice en su gran noche". Ms. Mimi menciona que fija el piano en la Academia Camembert.

- Chirpy Face: Es el canario mascota de Ms. Mimi en un episodio creyeron que era su pareja porque no sabían que se trataba de un canario.

## Lista de episodios
| temporada | N.º | Episodio 1                                                  | Episodio 2                                   |
| --------- | --- | ----------------------------------------------------------- | -------------------------------------------- |
|           | 1   | Angelina y su nuevo hogar                                   | Angelina y su nueva escuela                  |
|           | 2   | Angelina y su nueva maestra de ballet                       | Angelina y su compañera de baile             |
|           | 3   | Angelina y el regalo para Ms. Mimi                          | Angelina y su mejor amiga                    |
|           | 4   | Angelina y el chico que baila Hip-Hop                       | Angelina y el fiddle roto                    |
|           | 5   | Angelina y Alice en su gran noche                           | Angelina y el gigante                        |
|           | 6   | Angelina y El día musical                                   | Angelina solista                             |
|           | 7   | Angelina y el baile irlandés                                | Angelina en puntas                           |
|           | 8   | Angelina y la banda de rock                                 | Angelina y los patines de hielo perdidos     |
|           | 9   | Angelina y la nueva tienda de música                        | Angelina y Ms. Mimi                          |
|           | 10  | Angelina y Súper Polly                                      | Angelina baila como pastel                   |
|           | 11  | Angelina y su pijamada                                      | Angelina y el ensayo ruidoso                 |
|           | 12  | Angelina y las golosinas                                    | Angelina y los mejores asientos              |
|           | 13  | Angelina mantiene la paz                                    | Angelina y Alice Mousikova                   |
|           | 14  | Angelina y Gracie en su día creativo                        | Angelina y su gran actuación                 |
|           | 15  | Angelina y las mariposas en el estómago                     | Angelina y el maga                           |
|           | 16  | Angelina porrista                                           | Angelina y la escuela de ballet              |
|           | 17  | Angelina y la planta musical                                | Angelina y el show de los chicos Hip-Hop     |
|           | 18  | Angelina y el fantasma del teatro                           | Angelina y la mesa del almuerzo              |
|           | 19  | Angelina y las buenas noticias                              | Angelina y el día de San Valentín            |
|           | 20  | Angelina y el periódico                                     | Angelina y el baile del queso                |
| 5         | 1   | Angelina y el Baile Queso Cheddar                           | Angelina y el caso de la música perdida      |
| 5         | 2   | Angelina, la cuidadora de mascotas                          | Angelina y la caja musical                   |
|           | 23  | Angelina y el bailatón                                      | Angelina y el show de arte                   |
|           | 24  | Angelina y su hipo                                          | Angelina y la bolsa de ballet                |
| 5         | 5   | Angelina y su habitación                                    | Angelina y el desfile de Camembert           |
|           | 26  | Angelina y el baile de la naturaleza                        | Angelina y la limpieza de primavera          |
|           | 27  | Angelina y el líder de la banda                             | Angelina y Polly en el show de dos horas     |
|           | 28  | Angelina y el reto del mimo Marcel Mouseau                  | Angelina y la moda del Baile Disco           |
| 5         | 9   | Angelina y el club del vecindario de los zapatos bailarines | Angelina y las clases de baile de sus padres |
| 5         | 10  | Angelina y los jeans nuevos                                 | Angelina y el cartel                         |
| 6         | 1   | Angelina y el hermoso tutú                                  | Angelina y el teatro musical                 |
| 6         | 2   | Angelina y el corazón sobre hielo                           | Angelina y la banda de cocina                |
|           | 33  | Angelina y el carnaval                                      | Angelina salta el río                        |
|           | 34  | Angelina y el Día del Niño                                  | Angelina y el baile de Ms. Mimi              |
|           | 35  | Angelina y el Mini-Mouseling                                | Angelina y su amigo útil                     |
|           | 36  | Angelina y el Día de la Madre                               | Angelina y la sorpresa del Día del Padre     |
|           | 37  | Angelina y Polly en su gran día                             | Angelina y el queso oloroso                  |
|           | 38  | Angelina y el Cuento de India                               | Angelina, A.Z. y Cheezy Z                    |
|           | 39  | Angelina y la Noche de Brujas                               | Angelina y el poema que provoca risas        |
|           | 40  | Angelina y el Baile del Dragón                              | Angelina y su opera                          |

## Doblaje en Latinoamérica
| Personaje              | Actor de voz original | Actor de doblaje (Hispanoamérica) |
| ---------------------- | --------------------- | --------------------------------- |
| Angellina Ballerina    | Charlotte Spencer     | Annie Rojas                       |
| Alice Nimbletoe        | Naomi McDonald        | Mariana Ortiz                     |
| Vici                   | Jules De Jongh        | Cecilia Gómez                     |
| Gracie                 | Joanna Wyatt          | Karla Falcón                      |
| Marco                  | Jules De Jongh        | Irwin Daayán                      |
| A.Z.                   | Larrisa Murray        | Javier Olguín                     |
| Miss. Minnie           | Larrisa Murray        | Maggie Vera                       |
| Polly Mouseling        | Clementine Cowell     | ¿?                                |
| Sr. Muricie Mouseling  | Simon Mattacks        | Armando Coria                     |
| Sra. Matilda Mouseling | Emma Tate             | María Fernanda Morales            |
| Estudio de Doblaje     | N/A                   | Art Sound México                  |

- Datos: Q3280672